# Woburn
Woburn é uma cidade localizada no condado de Middlesex no estado estadounidense de Massachusetts. No Censo de 2010 tinha uma população de 38.120 habitantes e uma densidade populacional de 1.136,81 pessoas por km². Woburn encontra-se a 14 km ao noroeste de Boston, justo ao sul da interseção das estradas interestaduais I-93 e I-95.

## História
O primeiro assentamento em Woburn foi em 1640 cerca de Horn Pond, uma fonte primária do Mystic River, sendo incorporado de maneira oficial em 1642. Naquela época o área incluía os municípios de Woburn, Winchester, Burlington, bem como partes de Stoneham e Willmington. Em 1730 Wilmington separou-se de Woburn, sendo seguido de Burlington em 1799 e finalmente por Winchester em 1850.
Woburn tomada seu nome de Woburn, Bedforshire. Sendo a sede da primeira classificação religiosa das Américas a 22 de novembro de 1642, quando o reverendo Thomas Carter foi ordenado por alguns dos homens mais importantes de Massachusetts.
A primeira assembleia municipal teve lugar a 13 de abril de 1644, elegendo aos primeiros oficiais locais. Os cargos eleitos foram Edward Johnson, Edward Convers, John Mousall, William Learned, Ezekiel Richardson, Samuel Richardson e James Thompson.

### Incidente da contaminação das águas subterrâneas
Desde meados no final da década de 1970 a comunidade local viu-se preocupada pelos altos casos de leucemia e de outras doenças, especialmente na zona de Pine Street ao este de Woburn.
Após que em 1979 se detectasse que tinha altas concentrações de contaminação química no área dos poços G e H de Woburn, alguns membros da comunidade começaram a suspeitar de que as altas taxas de incidência de leucemia, cancro e outros problemas de saúde, estavam ligados com uma possível exposição a produtos químicos no água bombeada desde os poços G e H.
Em maio de 1982, um grupo de vizinhos cujos meninos se tinham visto afectados por leucemia ou tinham morrido por causa dela, apresentaram uma demanda civil contra duas empresas, W. R. Grace and Company e Beatrice Foods. Cryocav, uma empresa filial de Grace, e Beatrice eram suspeitas de contaminar as águas subterrâneas por uma má prática à hora de desfazer de certos produtos como tetracloroetileno, tricloroetileno e outros disolventes industriais desde suas instalações em Woburn, cerca dos poços G e H.
Numa decisão controvertida que alguns consideraram como um julgamento frustrado, Beatrice foi encontrado não culpado e Grace sozinho teve que pagar uma multa de 8 milhões de dólares, um terço dos quais foi a pagar aos serviços dos advogados. A Agência de Protecção do Meio ambiente informou mais tarde que encontrava a Grace e Beatrice responsáveis pela contaminação. Jonathan Harr escreveu um livro chamado Acção Civil. Em 1998 rodou-se um filme baseado no livro chamada Acção Civil, protagonizada por John Travolta e Robert Duvall. O filme foi rodado principalmente nas localidades próximas de Bedford e Lexington, com só algumas tomadas em Woburn.

## Geografia
Woburn encontra-se localizada nas coordenadas 42° 29′ 19″ N, 71° 09′ 16″ O. Segundo a Departamento do Censo dos Estados Unidos, Woburn tem uma superfície total de 33.53 km², da qual 32.72 km² correspondem a terra firme e (2.41%) 0.81 km² é água.

## Demografia
Segundo o censo de 2010, tinha 38.120 pessoas residindo em Woburn. A densidade populacional era de 1.136,81 hab./km². Dos 38.120 habitantes, Woburn estava composto pelo 84.23% brancos, o 4.18% eram afroamericanos, o 0.16% eram amerindios, o 7.28% eram asiáticos, o 0.01% eram insulares do Pacífico, o 2.19% eram de outras raças e o 1.96% pertenciam a duas ou mais raças. Do total da população o 4.52% eram hispanos ou latinos de qualquer raça.

## Residentes ilustres
- Eric Bogosian actor, monologuista, dramaturgo e novelista
- Charles McMahon um dos dois últimos soldados americanos mortos na Guerra de Vietname
- Benjamin Thompson, Conde Rumford, cientista e inventor
- Philemon Wright, considerado o fundador das cidades de Ottawa, Ontário e Gatineau, Quebec